# دم‌خاری کاسین
دم‌خاری کاسین (نام علمی: Neafrapus cassini) گونه‌ای بادخورک از تیرهٔ بادخورکان (Apodidae) است. در سراسر جنگل‌های بارانی استوایی آفریقا (از جمله بیوکو) یافت می‌شود.